# Рамірас
Рамірас (гал. Ramirás, ісп. Ramiranes) — муніципалітет в Іспанії, у складі автономної спільноти Галісія, у провінції Оренсе. Населення — 1938 осіб (2009).
Муніципалітет розташований на відстані близько 410 км на північний захід від Мадрида, 21 км на південний захід від Оренсе.
Муніципалітет складається з таких паррокій: Касардейта, Ескудейрос, Фреас-де-Ейрас, Грішо, Мостейро, Пайсас, Пеносіньйос, Рубіас, Санто-Андре-де-Пеносіньйос, Віламеа-де-Рамірас.

## Демографія
Динаміка населення (INE ):

## Галерея зображень

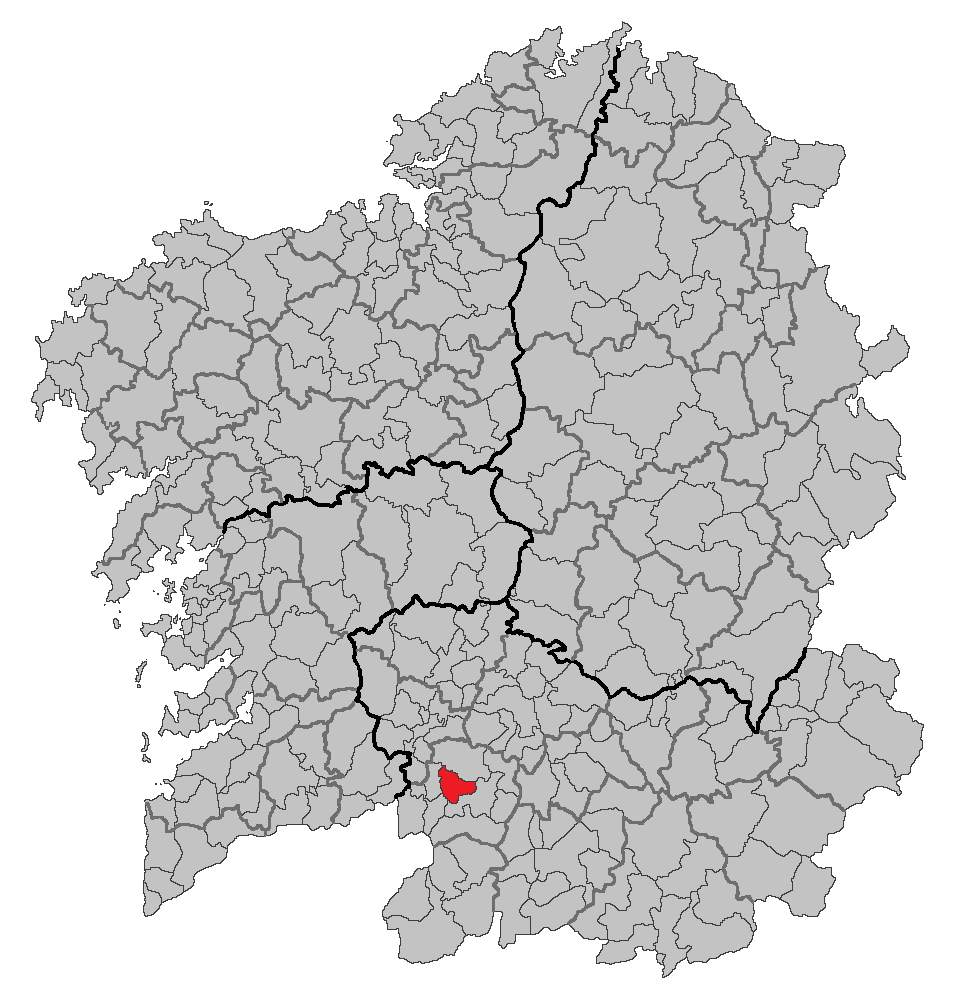
Розташування муніципалітету